# Campionato Sammarinese 2005-2006
Il Campionato Sammarinese 2005-2006 è stata la 19ª edizione del campionato di calcio di San Marino.

## Fase a gironi

### Girone A
|  |    | Classifica 2005-06 | Pt | G  | V  | N | P  | GF | GS | DR  |
|  | -- | ------------------ | -- | -- | -- | - | -- | -- | -- | --- |
|  | 1. | Tre Fiori          | 47 | 21 | 14 | 5 | 2  | 37 | 12 | +25 |
|  | 2. | Domagnano          | 42 | 21 | 12 | 6 | 3  | 52 | 23 | +29 |
|  | 3. | Tre Penne          | 39 | 21 | 11 | 6 | 4  | 27 | 15 | +12 |
|  | 4. | Folgore            | 31 | 21 | 9  | 4 | 8  | 22 | 25 | -3  |
|  | 5. | La Fiorita         | 28 | 21 | 7  | 7 | 7  | 31 | 35 | -4  |
|  | 6. | Faetano            | 21 | 21 | 6  | 3 | 12 | 32 | 40 | -8  |
|  | 7. | Cosmos             | 20 | 21 | 5  | 5 | 11 | 13 | 22 | -9  |
|  | 8. | San Giovanni       | 5  | 21 | 1  | 2 | 18 | 13 | 60 | -47 |

### Girone B
|  |    | Classifica 2005-06 | Pt | G  | V  | N | P  | GF | GS | DR  |
|  | -- | ------------------ | -- | -- | -- | - | -- | -- | -- | --- |
|  | 1. | Murata             | 49 | 20 | 15 | 4 | 1  | 49 | 20 | +29 |
|  | 2. | Pennarossa         | 42 | 20 | 12 | 6 | 2  | 38 | 19 | +19 |
|  | 3. | Libertas           | 33 | 20 | 10 | 3 | 7  | 42 | 22 | +20 |
|  | 4. | Virtus             | 25 | 20 | 7  | 4 | 9  | 23 | 33 | -10 |
|  | 5. | Juvenes/Dogana     | 17 | 20 | 3  | 8 | 9  | 27 | 44 | -17 |
|  | 6. | Cailungo           | 16 | 20 | 4  | 4 | 12 | 11 | 25 | -13 |
|  | 7. | Fiorentino         | 12 | 20 | 3  | 3 | 14 | 30 | 52 | -22 |

## Play-off
Ai play-off si qualificano le prime tre squadre di ogni girone.
- Primo Turno

Si affrontano le seconde e le terze classificate dei due gironi
 Domagnano- Libertas 1-4
 Pennarossa- Tre Penne 1-1 rig.: 2-3
- Secondo Turno

Si affrontano le vincitrici dei due gironi con le vincenti del primo turno
 Tre Fiori- Tre Penne 1-0
 Murata- Libertas 3-1
- Terzo Turno

Si affrontano i perdenti del primo turno contro i perdenti del secondo. Gli sconfitti vengono eliminati
 Tre Penne- Domagnano 1-1 rig.: 5-3
 Libertas- Pennarossa 0-2
- Quarto Turno

Si affrontano le vincenti del secondo turno. Chi vince approda in finale, chi perde in semifinale
 Tre Fiori- Murata 0-1
Si affrontano le vincenti del terzo turno. Chi vince approda in semifinale, chi perde viene eliminato
 Tre Penne- Pennarossa 2-3 dts
- Semifinale

 Pennarossa- Tre Fiori 2-1
- Finale

 Murata- Pennarossa 1-0